# Ceresium infranigrum
Ceresium infranigrum är en skalbaggsart som beskrevs av Maurice Pic 1937. Ceresium infranigrum ingår i släktet Ceresium och familjen långhorningar. Inga underarter finns listade i Catalogue of Life.